# IC 1945
IC 1945 је лентикуларна галаксија у сазвјежђу Часовник која се налази на листи објеката дубоког неба у Индекс каталогу.
Деклинација објекта је - 52° 37' 37" а ректасцензија 3h 29m 16,4s. Привидна величина (магнитуда) објекта IC 1945 износи 15,0 а фотографска магнитуда 16,0. IC 1945 је још познат и под ознакама ESO 155-38, DRCG 45-72, PGC 12970.